# Lugan (Tarn)
Lugan é uma comuna francesa na região administrativa da Occitânia, no departamento de Tarn. Estende-se por uma área de 10.13 km², e possui 424 habitantes, segundo o censo de 2018, com uma densidade de 42 hab/km².